# Cezary Pałczyński
Cezary Marek Pałczyński – polski alergolog, profesor nauk medycznych, pracownik naukowy Instytutu Medycyny Pracy im. prof. dr. med. Jerzego Nofera i Instytutu Nauk Medycznych Collegium Medicum Uniwersytetu Jana Kochanowskiego w Kielcach.

## Życiorys
W 1989 r. obronił pracę doktorską pt. Badania właściwości granulocytów kwasochłonnych u chorych na astmę oskrzelową, której promotorem był prof. Paweł Górski, w 2001 r. habilitował się na podstawie pracy zatytułowanej Alergia natychmiastowa o podłożu zawodowym u pracowników służby zdrowia. W 2006 r. uzyskał tytuł profesora nauk medycznych. Był zastępcą dyrektora w Instytucie Medycyny Pracy im. prof. dr. med. Jerzego Nofera i skarbnikiem Polskiego Towarzystwa Medycyny Pracy.
Pracował na stanowisku profesora nadzwyczajnego w II Katedrze Chorób Wewnętrznych na Wydziale Lekarskim Uniwersytetu Medycznego w Łodzi.